# 鹿俣峠

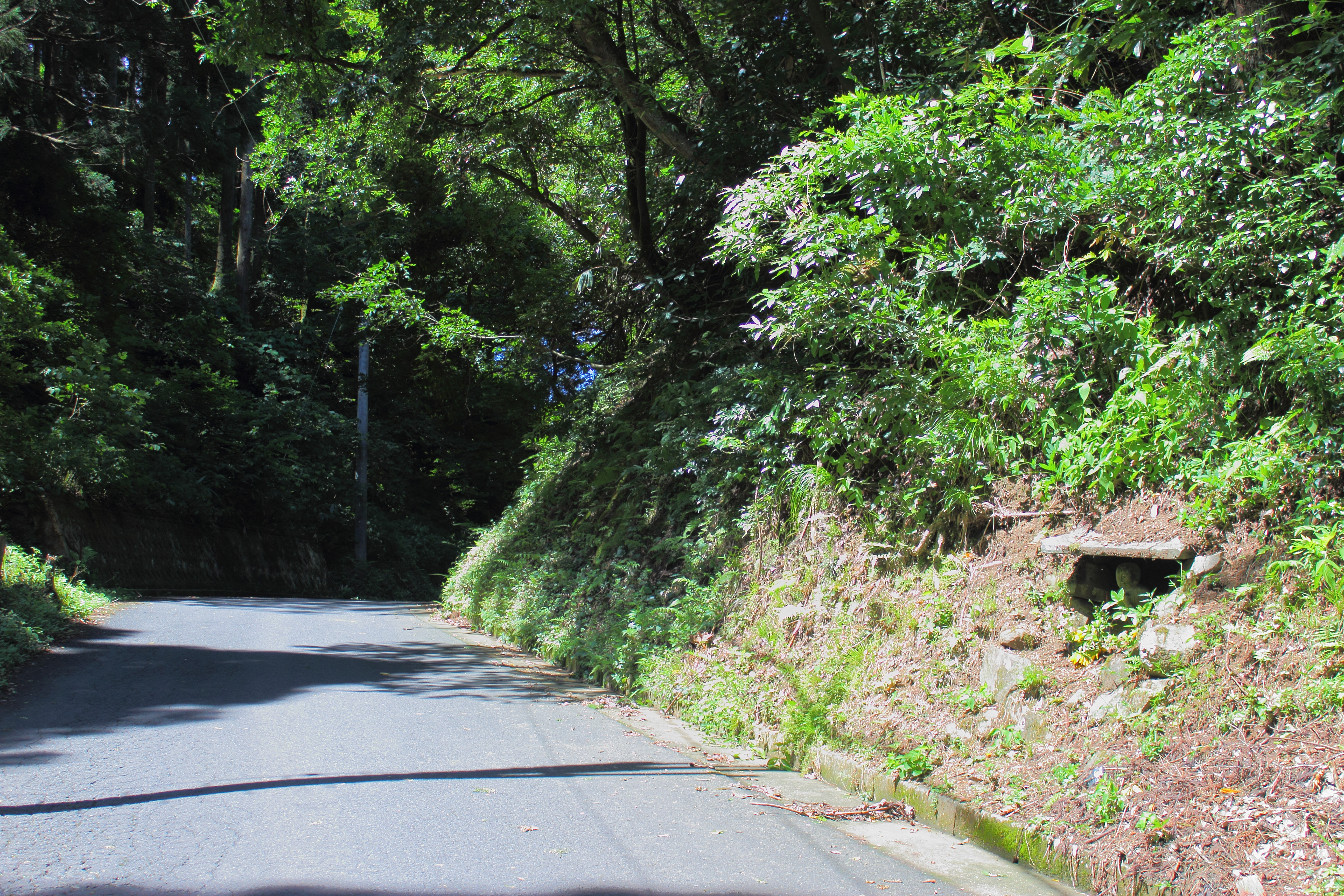
鹿俣峠（鹿俣町側より）

鹿俣峠（かなまたとうげ）は、福井県福井市東大味町と同市鹿俣町を隔てる峠である。

## 概要

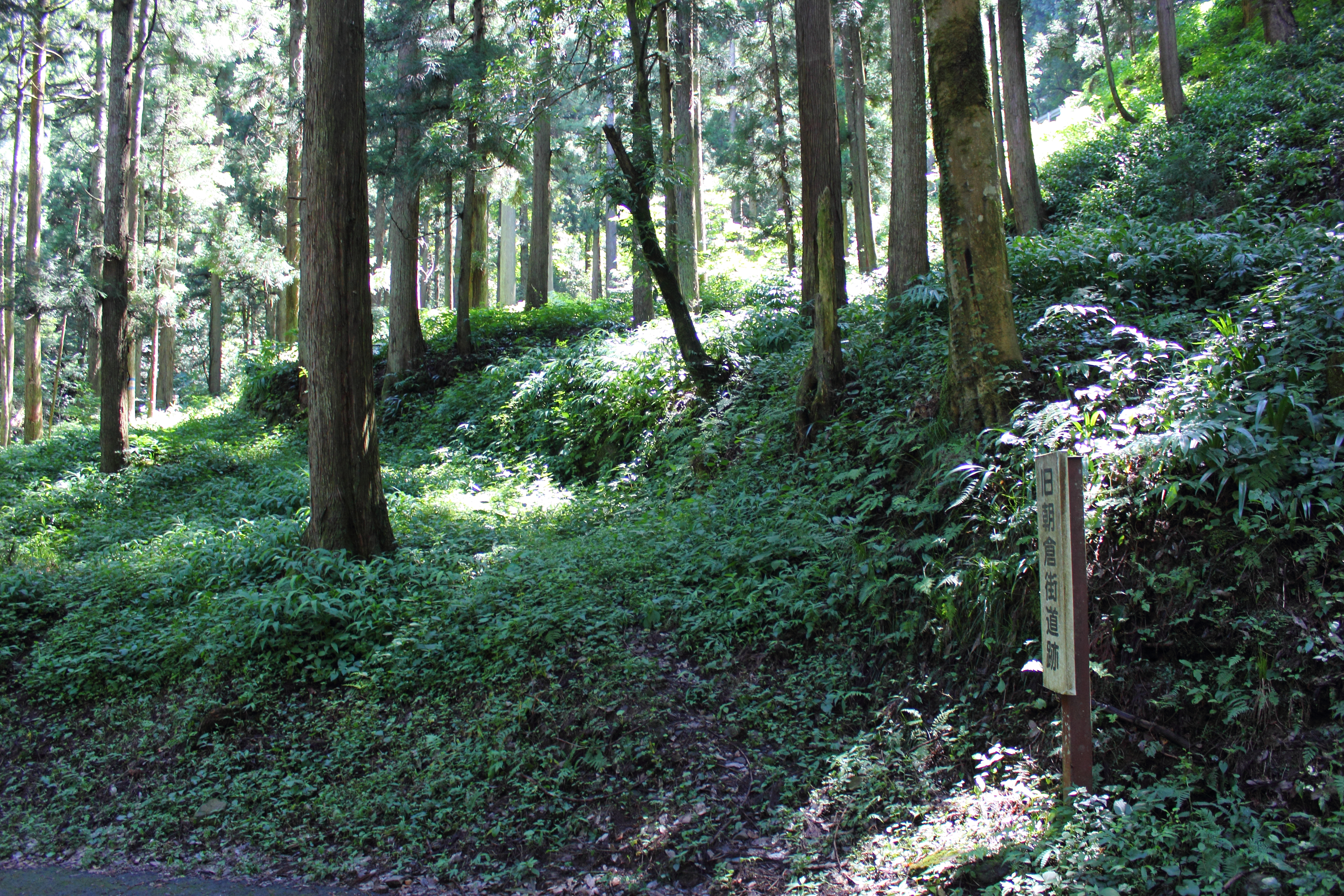
朝倉街道跡

標高211mの福井県道238号上に位置する峠である。峠の名は「かのまた」では無く「かなまた」と読む難読地名である。朝倉街道の難所として知られており、現在でも当時の朝倉街道の石畳が残る旧道が現存している。朝倉氏の本拠地であった一乗谷への物資輸送において非常に重要な街道の中でも最後の難所として知られており、敦賀や小浜、果ては堅田や京都と言った各地からの物資がこの峠を越えて一乗谷を繁栄させていった。歴史上重要な峠である。

## 道路状況
車両での通行が可能な峠である。全線アスファルトで舗装されているが、道幅は東西の麓に至るまでずっと1.8車線程度と若干狭い。冬季には通行止めとなるが、バリケードやブロックというものが置かれるわけではなく積雪がなければ自己判断、自己責任での通行は可能である。重要文化財である一乗谷朝倉氏遺跡への最短経路であり、道自体も朝倉街道を踏襲している為、道幅の割に観光客の通行が多い。しかし普段は比較的静かな街道の峠の雰囲気を今に残している。

## 隣接する峠
- 金谷峠
- 戸口坂